# ベルナボ・ヴィスコンティ

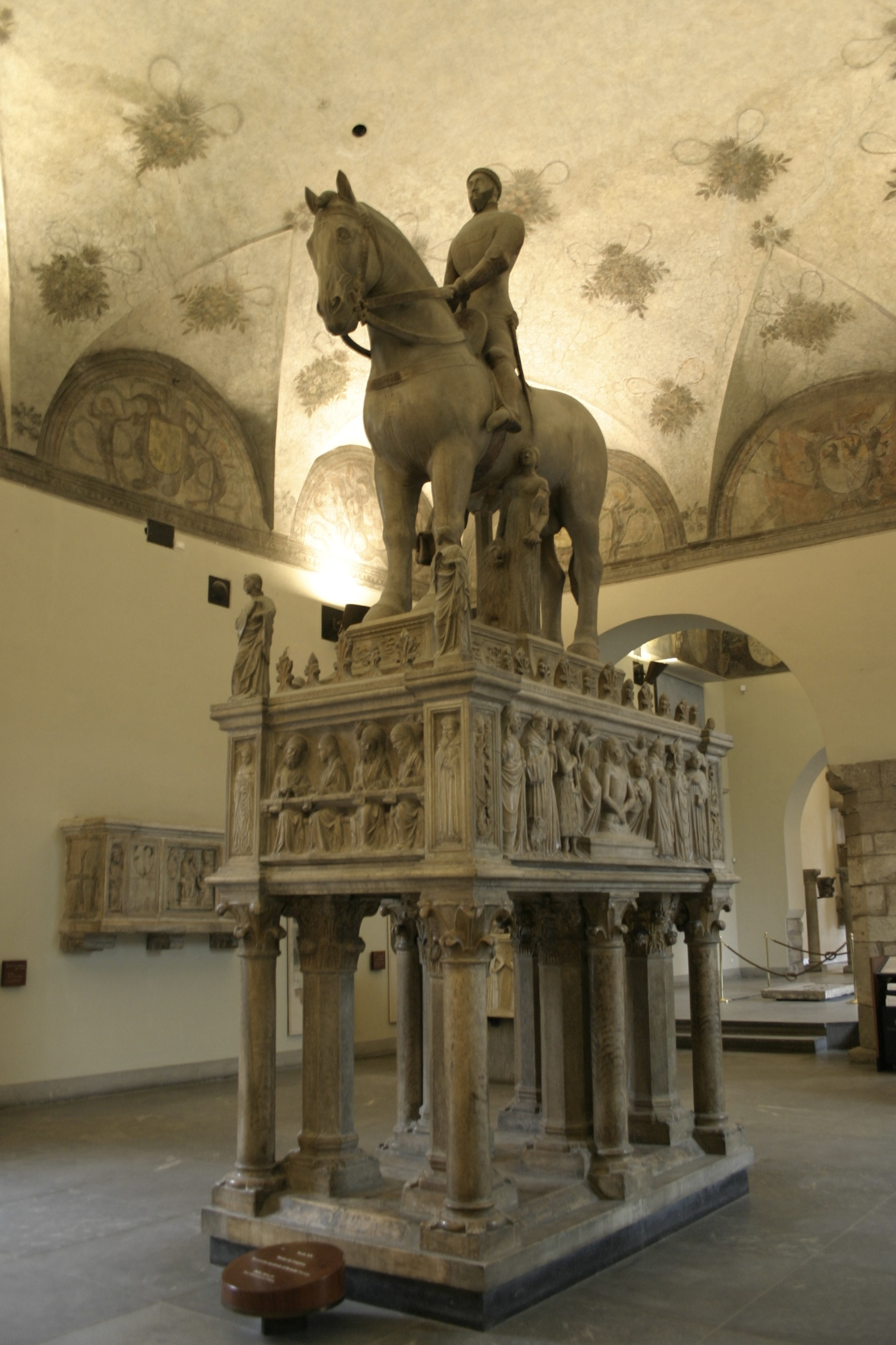
ベルナボ・ヴィスコンティ騎馬像、スフォルツェスコ城、ミラノ

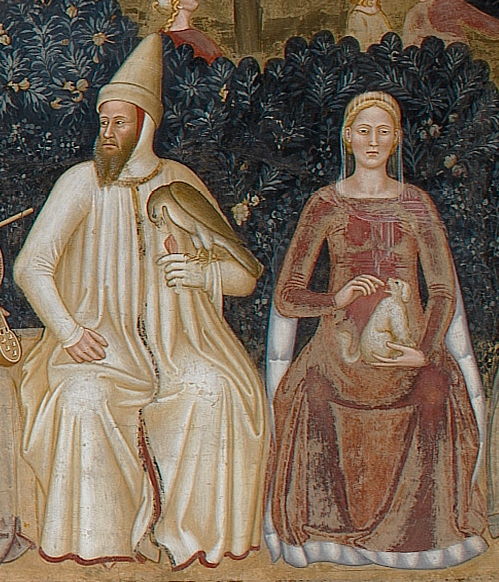
ベルナボと妃ベアトリーチェ・レジーナ・デッラ・スカラ

ベルナボ・ヴィスコンティ（Bernabò Visconti, 1323年 - 1385年12月18日）は、イタリア・ミラノの僭主（在位：1349年 - 1385年）。2人の兄マッテーオ2世およびガレアッツォ2世と共同統治を行った。

## 生涯
ミラノ僭主ステーファノ・ヴィスコンティとその妻のヴァレンティーナ・ドーリア（1290年 - 1358年）の間の三男として生まれた。1346年、伯父のルキーノ1世と対立して国外に逃れたが、1349年にルキーノ1世が死ぬと別の叔父である枢機卿ジョヴァンニによって兄たちと一緒にミラノに呼び戻され、共同でミラノの僭主となる。1354年に叔父のジョヴァンニが死ぬと兄2人と一緒に親政を開始し、ベルナボは家領のうち、妻の実家ヴェローナに近接する東部地域（ベルガモ、ブレシア、クレモナ、クレーマなど）を治めることになった。長兄のマッテーオ2世は自堕落で君主として不適格であり、ベルナボは1355年に次兄ガレアッツォ2世と謀ってマッテーオを毒殺、その所領をガレアッツォと折半した。
1356年、神聖ローマ皇帝カール4世と敵対し、皇帝の代理として攻め込んできたアクイレイア総大司教マルクヴァルト・フォン・ランデックを生け捕りにした。1360年、ベルナボは教皇インノケンティウス6世によって異端の信者だと告発され、皇帝カール4世もこれに同調してベルナボを罪人とした。皇帝側との争いは、1361年7月29日に皇帝側のリミニ領主ガレアッツォ1世・マラテスタにサン・ルフィロ（San Ruffillo）で惨敗したことで終わった。
1362年、姪の夫ウゴリーノ・ゴンザーガ（Ugolino Gonzaga）の死を契機として、マントヴァのゴンザーガ家を攻撃した。ベルナボは複数の敵を相手にしたため、1362年12月、フランス王ジャン2世の仲介で、新教皇ウルバヌス5世と和睦した。この和睦の内容はベルナボが占拠したボローニャを教皇領に返還すること、アヴィニョンの教皇宮殿を訪れて恭順の意を示すことなどだったが、ベルナボはいずれも無視した。このため1363年3月4日、ウルバヌス5世はベルナボに2度目となる破門宣告を出し、またも戦闘状態となった。ベルナボの庶長子アンブロージョは、教皇軍の司令官ヒル・アルバレス・デ・アルボルノスに捕えられた。1364年3月13日に教皇側との再度の和睦が成立し、ベルナボはボローニャを教皇軍に明け渡し、50万フローリンの賠償金を支払って破門を解いてもらった。
1368年の春、ベルナボは義弟のヴェローナ僭主カンシニョーリオと共同で、再度マントヴァを攻撃した。1371年、ベルナボはマントヴァ側に占拠したレッジョ・エミリアの領有を認めさせた。続いてフェラーラとモデナを治めるエステ家に攻撃を仕掛けたことで、教皇グレゴリウス11世の怒りを買った。1373年、ベルナボと兄ガレアッツォに対する教皇の破門宣告がまたも出された。ベルナボは1378年、ヴェネツィア共和国と同盟を結んでジェノヴァ共和国を攻めてキオッジャ戦争を引き起こすが、1379年9月にヴァル・ビサーニョ（Val Bisagno）で敵軍に敗れた。
ベルナボはトレッツォ・スッラッダにトレッツォ橋を建設させたり、ミラノでのペストの蔓延を精力的に防いだ。しかしベルナボの専制統治と重税は多くの領民の怨嗟の的となっており、彼は1385年に甥で娘婿のジャン・ガレアッツォによって廃位された。そしてトレッツォ・スッラッダの城に閉じ込められ、同年12月に毒殺された。その末路はジェフリー・チョーサーの『カンタベリー物語』「修道僧の話」において、暴君必滅の典型例として紹介されている。
死後、ベルナボの墓を飾る彫像として、彫刻家ボニーノ・ダ・カンピオーネの手になる騎馬像が制作された。騎馬像は当初、ベルナボの墓があるサン・ジョヴァンニ・イン・コルカ地下聖堂（Cripta di San Giovanni in Conca）に置かれていたが、現在はスフォルツェスコ城にある。

## 子女
1350年9月27日にヴェローナの僭主マスティーノ2世の娘レジーナと結婚した。妻との間には15人の子女をもうけた。
- タデア（1351年 - 1381年） - 1364年、バイエルン公シュテファン3世と結婚
- ヴェルデ（1352年 - 1414年） - 1365年、オーストリア公レオポルト3世と結婚
- マルコ（1353年 - 1382年） - パルマ領主、1367年にバイエルン公女エリーザベト（バイエルン公フリードリヒ娘）と結婚
- ルドヴィーコ（1355年 - 1404年） - パルマ領主、ローディ代官、1381年にヴィオランテ・ヴィスコンティ（ガレアッツォ2世娘）と結婚
- ヴァレンティーナ（1357年 - 1393年） - 1378年、キプロス王ピエール2世と結婚
- ロドルフォ（1358年 - 1389年） - パヴィーア領主
- カルロ（1359年 - 1403年） - パルマ領主、1382年にアルマニャック伯ジャン2世の娘ベアトリス・ダルマニャックと結婚
- アントーニア（1360年 - 1405年） - 1380年、ヴュルテンベルク伯エーバーハルト3世と結婚
- カテリーナ（1362年 - 1404年） - 1380年、ミラノ公ジャン・ガレアッツォ・ヴィスコンティと結婚
- アニェーゼ（1363年 - 1391年） - 1380年、マントヴァ領主フランチェスコ1世・ゴンザーガと結婚
- マッダレーナ（1366年 - 1404年） - 1381年、バイエルン公フリードリヒと結婚
- ジャンマスティーノ（1370年 - 1405年） - ベルガモ領主、1385年にクレオーフェ・デッラ・スカラと結婚
- ルチア（1372年 - 1424年） - 1407年、第4代ケント伯エドマンド・ホランドと結婚
- エリザベッタ（1374年 - 1432年） - 1395年、バイエルン公エルンストと結婚
- アングレシア（1377年 - 1439年） - 1400年、キプロス王ジャニュと結婚

ベルトラモラ・グラッシ（Beltramola Grassi）との間に以下の私生児をもうけた。
- アンブロージョ（1343年 - 1373年） - パヴィーア代官
- イゾッタ（? - 1388年） - 1378年、父に仕えるコンドッティエーレのルッツ・フォン・ランダウ（ルチオ・ランド）伯爵と結婚
- エストーレ（1346年 - 1413年） - モンツァ領主、1412年にミラノを簒奪

モンタニナ・デ・ラッツァーリ（Montanina de Lazzari）との間に以下の私生児をもうけた。
- サグラモーロ（? - 1385年） - ブリニャーノ領主
- ドニーナ（1360年 - 1406年） - 1377年、父に仕えるコンドッティエーレのジョン・ホークウッドと結婚

ジョヴァノッラ・モンテベレット（Giovanolla Montebretto）との間に以下の私生児をもうけた。
- ベルナルダ（? - 1376年） - Giovanni Suardiと結婚

ドニーナ・ポッロ（Donnina Porro）との間に以下の私生児をもうけた。
- パラメーデ（生没年不明）
- ランチェロット（生没年不明）
- ジネヴラ（生没年不明） - マラスピーナ侯レオナルドと結婚
- ソヴラーナ（生没年不明）

この他にも母親不明の私生児がある。
- リカルダ（生没年不明） - ラ・サーレ領主ベルナルドと結婚
- ヴァレンティーナ（生没年不明） - ベルジョイオーゾ領主アントーニオ・ジェンティーレ・ヴィスコンティと結婚
- エンリカ（生没年不明） - コモ領主フランシーノ・ルスカと結婚